# نيكو ريزيند
نيكو ريزيند (بالبرتغالية: Nico Rezende‏) هو مغني وملحن برازيلي، ولد في 13 أكتوبر 1960 في ساو باولو في البرازيل.

## وصلات خارجية
- نيكو ريزيند على موقع IMDb (الإنجليزية)
- نيكو ريزيند على موقع ميوزك برينز (الإنجليزية)
- نيكو ريزيند على موقع قاعدة بيانات الفيلم (الإنجليزية)